# Chiemsee (település)
Chiemsee település Németországban, azon belül Bajorországban. Lakosainak száma 220 fő (2023. december 31.). Chiemsee Chiemsee községgel határos.

## Közigazgatás
A két településrésze:
- Herreninsel
- Fraueninsel

## Népesség
A település népessége az elmúlt években az alábbi módon változott:
| Lakosok száma | 311  | 713  | 520  | 431  | 245  | 225  | 235  | 231  | 191  | 220  |
|               | 1875 | 1950 | 1975 | 1987 | 2012 | 2014 | 2016 | 2017 | 2021 | 2023 |